# Anarchist Cookbook
The Anarchist Cookbook – książka napisana przez Williama Powella i opublikowana w 1970 roku. Przy jej tworzeniu zamiarem autora był protest przeciwko działaniom rządu Stanów Zjednoczonych i wojnie wietnamskiej. Publikacja zawiera m.in. przepisy i instrukcje wyrobu materiałów wybuchowych.